# Campeonato Africano de Taekwondo de 2014
El IX Campeonato Africano de Taekwondo se celebró en Ciudad de Túnez (Túnez) en 2014 bajo la organización de la Unión Africana de Taekwondo.
En total se disputaron en este deporte dieciséis pruebas diferentes, ocho masculinas y ocho femeninas.

## Resultados

### Masculino
| Evento | Oro                                 | Plata                      | Bronce                                                     |
| ------ | ----------------------------------- | -------------------------- | ---------------------------------------------------------- |
| –54 kg | Husein Sherif · Egipto              | Alaedin Dhif Túnez         | Alhoudourou Maiga Mali Moustapha Kama Senegal              |
| –58 kg | Shauki El-Said · Egipto             | Romain Trolliet Argelia    | Faisal Aweys Somalia Yusef Shriha Libia                    |
| –63 kg | Mohamed Magdi Asal · Egipto         | Wahid Briki Túnez          | Ibra Dabo Mali Naounou Peken Logbo Costa de Marfil         |
| –68 kg | Georges Kobenan Costa de Marfil     | Gofran Zaki · Egipto       | Zakaria Chenuf Argelia David Boui República Centroafricana |
| –74 kg | Saifedin Trabelsi Túnez             | Ismaël Coulibaly Mali      | Musbah Rayab Libia Anicet Kassi Costa de Marfil            |
| –80 kg | Cheick Sallah Cissé Costa de Marfil | Isam Chernubi Marruecos    | Sunday Onofe Nigeria Gorame Kare Senegal                   |
| –87 kg | Seydou Gbane Costa de Marfil        | Yasin Trabelsi Túnez       | David Adjetey Ghana Mady Bagayoko Mali                     |
| +87 kg | Anthony Obame Gabón                 | Abdoulrazak Issoufou Níger | Chika Chukwumerije Nigeria Issa Bamba Costa de Marfil      |

### Femenino
| Evento | Oro                         | Plata                        | Bronce                                                                 |
| ------ | --------------------------- | ---------------------------- | ---------------------------------------------------------------------- |
| –46 kg | Fadia Farhani Túnez         | Nermin El-Shimi · Egipto     | Bouma Ferimata Coulibaly Costa de Marfil Parker Bolili R. D. del Congo |
| –49 kg | Nur Abdelsalam · Egipto     | Rosa Keleku R. D. del Congo  | Joy Ekhator Nigeria Sanaa Atabrur Marruecos                            |
| –53 kg | Radwa Reda · Egipto         | Rahma Ben Ali Túnez          | Awa Ouattara Costa de Marfil Lamya Bekali Marruecos                    |
| –57 kg | Bineta Diedhiou Senegal     | Hedaya Malak · Egipto        | Hayiba Enhari Marruecos Banassa Diomandé Costa de Marfil               |
| –62 kg | Ruth Gbagbi Costa de Marfil | Rewan Abdelfatah · Egipto    | Wafa Belar Túnez Urgence Mouega Gabón                                  |
| –67 kg | Seham El-Sawalhy · Egipto   | Nadège N’dri Costa de Marfil | Mariam Diarra Mali Hakima El-Meslahi Marruecos                         |
| –73 kg | Aminata Doumbia Mali        | Mamina Koné Costa de Marfil  | Grace Emmanuella Ibogni · Gabón · Sara El-Gayar · Egipto               |
| +73 kg | Wiam Dislam Marruecos       | Menatalá Abdelaal · Egipto   | Hadja Djabate Costa de Marfil Umayma Buazizi Túnez                     |

## Medallero
| Núm. | País                     | Oro | Plata | Bronce | Total |
| ---- | ------------------------ | --- | ----- | ------ | ----- |
| 1    | Egipto                   | 6   | 5     | 1      | 12    |
| 2    | Costa de Marfil          | 4   | 2     | 7      | 13    |
| 3    | Túnez                    | 2   | 4     | 2      | 8     |
| 4    | Mali                     | 1   | 1     | 4      | 6     |
| 4    | Marruecos                | 1   | 1     | 4      | 6     |
| 6    | Gabón                    | 1   | 0     | 2      | 3     |
| 6    | Senegal                  | 1   | 0     | 2      | 3     |
| 8    | Argelia                  | 0   | 1     | 1      | 2     |
| 9    | R. D. del Congo          | 0   | 1     | 1      | 2     |
| 10   | Níger                    | 0   | 1     | 0      | 1     |
| 11   | Nigeria                  | 0   | 0     | 3      | 3     |
| 12   | Libia                    | 0   | 0     | 2      | 2     |
| 13   | Ghana                    | 0   | 0     | 1      | 1     |
| 13   | República Centroafricana | 0   | 0     | 1      | 1     |
| 13   | Somalia                  | 0   | 0     | 1      | 1     |
|      | TOTAL                    | 16  | 16    | 32     | 64    |